# Рикша
Рѝкша (на японски: 人力車, йероглифите означават човек, сила и превозно средство) е вид транспорт, разпространен най-вече в Азия, представляващ в класическия си вид двуколесна кола (т.е. кола с две колела/двуколка), теглена от човек, така сякаш той е впрегатен добитък. В по-нови варианти може да бъде и с 3 или 4 колела и тегленето да не се осъществява, чрез впрягане на човека, а чрез каране от него на прикачено устройство от типа на велосипед, или рикшата да е моторизирана, включително и с електрически двигател.
- Съвременна туристическа велорикша в Слънчев бряг, България
- Съвременна туристическа велорикша в Слънчев бряг, България

## История
Счита се, че рикшите са възникнали най-напред в Япония през 60-те години на XIX век и след това са се разпространили по другите азиатски страни – още от 70-те години на XIX век. Страни в които този вид транспорт е или е бил популярен са:
- Хонгконг – първите рикши там се появяват в 1874 г.
- Китай – през 2002 г. рикшите получават широко разпространение в Континентален Китай.
- Индия – от около 1880 г. Особено популярни стават в Калкута, където през 1992 година е имало 30 000 рикши.
- България –  рикшите са разпространени най-вече по морските курорти.
- Япония – В днешно време в Япония рикшите са основно туристическа атракция, но в миналото те са били основният обществен транспорт в някои големи градове, като Токио, където през 1872 г. има около 40 000 рикши, а през 1896 г. – към 210 000. С въвеждането на автомобила числото им значително намалява, около началото 40-те години на XX век вече са само около 13 000.